# Diplotaxis ibicensis
Diplotaxis ibicensis är en korsblommig växtart som först beskrevs av Carlos Pau, och fick sitt nu gällande namn av Gomez-campo. Diplotaxis ibicensis ingår i släktet mursenaper, och familjen korsblommiga växter. IUCN kategoriserar arten globalt som livskraftig. Inga underarter finns listade i Catalogue of Life.